# ایزمایلوا

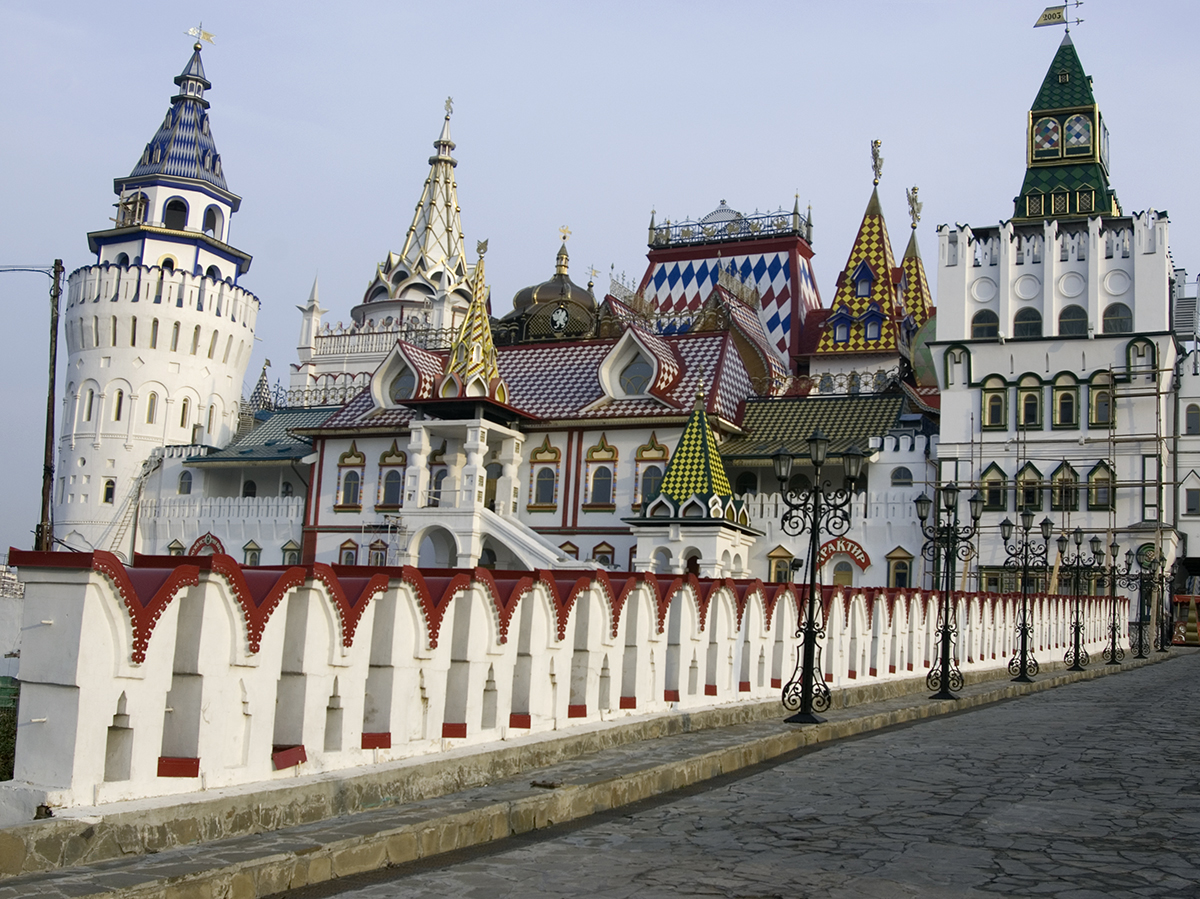
کرملین در منطقه ایزمیلووا

محله ایزمایلوا (روسی: райо́н Изма́йлово) محله ای است تاریخی در شمال شرق مسکو. این محله که امروزه بخشی از مسکو است، حدود ۶۰۰ سال پیش دهکده کوچکی بود خارج از شهر که به دلیل نزدیکی به جنگل و روستای ناظامیکوف(Назамикоф) و عبور رودخانه مسکو از آن، به مرور زمان مورد توجه خاندان «رومانوف»، خانواده تزار روسیه قرار گرفت.
این بخش تاریخی مسکو، سرزمین اجدادی دودمان رومانوف است.

## تاریخ

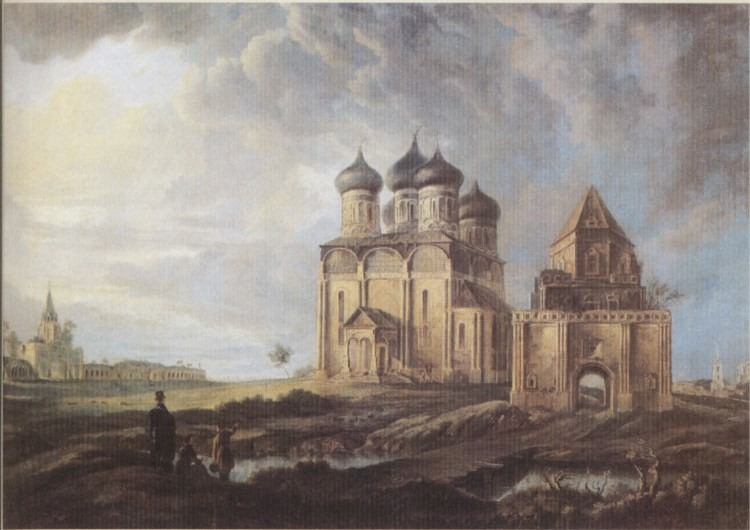
Izmaylovo، نقاشی K. Bodri، اواسط قرن ۱۹

پتر کبیر، یکی از قدرتمندترین تزارها که درهای روسیه را به سمت اروپا گشود و شهر سنت پترزبورگ را بنا نهاد، کودکی خود را در «ایزمایلوا» گذراند.
در این منطقه تعداد زیادی اروپایی زندگی می‌کردند و دوستی و رفت‌وآمد «پتر کبیر در دوران کودکی با آن‌ها، یکی از دلایل علاقه او به فرهنگ اروپایی عنوان می‌شود.
امروزه پارک ایزمایلوا یکی از بزرگ‌ترین پارک‌های شهری مسکو در این منطقه قرار دارد.
همین‌طور «کرملین ایزمایلوا» یا «کرملین جدید» که در واقع یک موزه فضای باز تازه تأسیس است که به سبک و سیاق معماری بیزانسی ساخته شده و به‌طور مرتب در آن مراسم عروسی برگزار می‌کنند.
توضیح این که کرملین، در اصل یعنی قلعه و تقریباً هر شهری کرملین خودش را دارد، از جمله کرملین مسکو که همه می‌شناسند.

## بازار ایزمایلوا
در کنار کرملین بازار کلی بزرگ باز وجود داشت که در آن مردم صنایع دستی و سوغاتی مختلف روسیه را به فروش می‌رسانند. کالاهایی از آسیای میانه نیز ارائه می‌شود. ظروف مناطق مختلف روسیه و همچنین سایر کشورها
اما تا چند سال پیش، بازارچه در این منطقه قرار داشت جنس‌هایش خیلی ارزان بود، اما به پاتوق مهاجران غیرقانونی تبدیل شده بود و چهره قشنگی نداشت. برای همین این بازار را جمع کردند و در نزدیکی آن یک فروشگاه بزرگ ساختند.
هرچند که در کرملین جدید همچنان غرفه‌های کوچکی هست که صنایع دستی ارزان می‌فروشند.

## هتل ایزمایلوا
هتل ایزمایلوا از سال ۱۹۸۰ تا ۱۹۹۳ بزرگ‌ترین هتل اروپا بزرگ‌ترین هتل جهان بود. این ساختمان از چهار ساختمان مرتفع تشکیل شده و دارای ۵۰۰۰ اتاق است. در منطقه ایزمایلوا در نزدیکی ایستگاه مترو پارتیزانسایا مسکو واقع شده‌است.
این هتل‌ها را که با اسم‌های آلفا، بتا و گاما و دلتا می‌شناسند، برای میزبانی از ورزشکاران المپیک تابستانی ۱۹۸۰ ساختند.

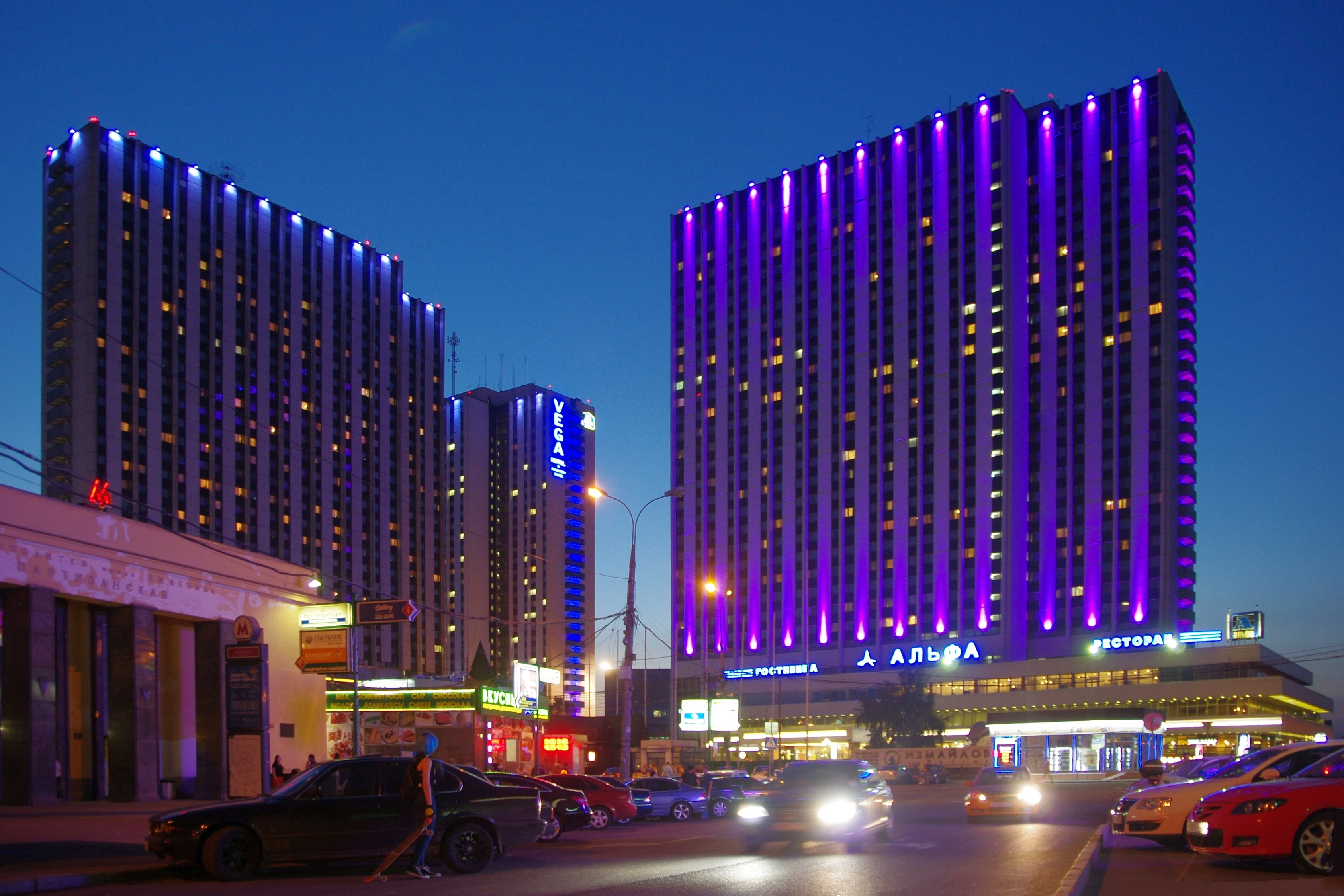
هتل Izmailovo